# Hohoe
Hohoe ist ein Ort in der Volta Region im westafrikanischen Staat Ghana.

## Geografie
Die Stadt liegt etwa 20 km östlich des Volta-Stausees, am Fluss Dayi.

## Bevölkerung
Bei der letzten Volkszählung des Landes vom 26. September 2010 lebten 73.641 Einwohner in der Stadt. Hochrechnungen zum 1. Januar 2007 schätzen die Bevölkerung auf 42.550 Einwohner. Bei der Volkszählung des Jahres 1984 wurden 20.994 Einwohner aufgeführt. Im Jahr 1970 lag die Bevölkerungszahl lediglich bei 14.775 Einwohnern.
Aktuell liegt die Stadt an der 15. Stelle der Liste der größten Städte in Ghana.